# Nationalpark Kornaten
Der Kornati-Nationalpark (kroat. Nacionalni park Kornati), auch Nationalpark Kornaten genannt, umfasst einen Teil der Inselgruppe der Kornaten (kroat. Kornatski otoci bzw. schlicht Kornati) in der kroatischen Adria. Die Kornaten stellen die dichteste Inselgruppe im Mittelmeer dar und wurden 1980 als Nationalpark unter strikten Naturschutz gestellt. Die Gesamtfläche dieses Nationalparks beträgt 220 Quadratkilometer. Das Gebiet ist Karstlandschaft. Zum Nationalpark gehört auch das die Inseln umgebende (unterseeische) Meeresgebiet.
Insgesamt besteht der Nationalpark aus 89 Inseln, Inselchen und Felsen. Die größte heißt Kornat. Die Vegetation auf den Inseln ist größtenteils spärlich. Die Inseln bestehen aus Kalkstein, sind entweder wenig bewachsen (Macchia) oder kahl. Es gibt weder Wasserläufe noch Quellen. Die Nationalparkverwaltung befindet sich in der Ortschaft Murter auf der gleichnamigen Insel unweit des Archipels. Die Bewohner der Insel Murter werden seit jeher als eng verbunden mit dieser Inselgruppe erachtet, weshalb ihnen auch heutzutage die Verwaltung über den Archipel obliegt.
Für Segler ist der Kornati Cup im Frühjahr interessant.

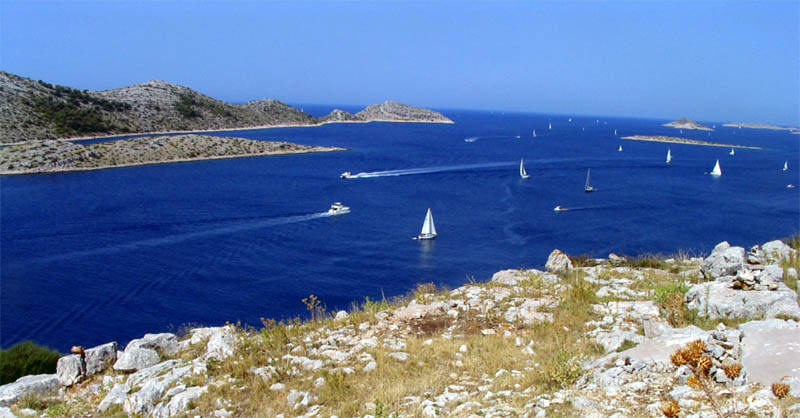
Blick von der Insel Kornat Richtung Nordwest

## Namensursprung und geologische Beschaffenheit
Die Bezeichnung der Kornati-Inseln ist auf die besonderen geologische Gegebenheiten in dieser Meeresregion zurückzuführen. Die Untergrund-Beschaffenheit unterscheidet sich nicht besonders von jener des naheliegenden Festlandes, d. h., der Untergrund der Kornaten besteht aus sehr porösem Kalkgestein. Anders als alle anderen Adriainseln weisen die Kornaten zum offenen Meer hin steil abfallende Steilwände (Kliffs) auf. Diese Steilküsten werden von der lokalen Bevölkerung als „Kronen“ (kroat. krune, ital. corone) bezeichnet, was insbesondere bei seitlicher Betrachtung auffällt. An einzelnen Stellen reicht die Steilküste bis zu 90 m unterhalb des Meeresspiegels (etwa bei den Inseln Piškera und Rasip). Die höchsten, steil in das Meer abfallenden Felsen gibt es auf der Insel Klobučar (82 m ü. M.).

## Die Inseln des Nationalparks Kornaten durch die Geschichte

### Neolithikum
Bereits während des Neolithikums lebten Menschen auf den Kornaten. Darauf weisen Funde von steinernen Äxten auf dem Feld Zeljkovac, unterhalb des Berges Pedinka auf der Insel Kornat.

### Illyrer und Goten
Die ersten bestätigten Kolonisationen der Inseln datieren aus der Zeit der Illyrer und Goten. Darauf weisen kleine viereckige Wohnhäuser, die einzeln oder in Gruppen stehen (Überreste gibt es beispielsweise unter dem Berg Pedinka, über dem Feld Zeljkovac). Des Weiteren gibt es kleine Siedlungen (Šćikat, Stražišće, Tureta, Grba) und Anhäufungen, die auf eine größere Einwohnerzahl zu dieser Zeit hinweisen (diese befinden sich auf fast allen Anhöhen auf den Inseln Kornat und Žut).

### Das Römische Reich
Auch das Römische Reich hat seine Spuren auf den Inseln der Kornaten hinterlassen. So können heute die Überreste einer Villa rustica in Proversi sowie Fischbecken auf Svrsati bewundert werden. Weitere Spuren des Römischen Reiches sind hauptsächlich unter Wasser zu finden, wie die Salzanlage in Sipnatam oder die Hafenanlagen in Vela Proversa.

### Das byzantinische Reich
Nach Meinung vieler hat die Herrschaft der Byzantiner oder Goten den markantesten Bau, der sich auf den Kornaten befindet, hinterlassen: Die Festung Tureta auf der Insel Kornat. Der Bau kann der späten Antike oder dem frühen Mittelalter zugeordnet werden und stammt vermutlich aus dem 6. Jahrhundert, also noch vor der Besiedlung der Adria durch die Kroaten. Es wird vermutet, dass die Festung für militärische Zwecke gebaut wurde, um die Schifffahrt in der damals gefährlichen Adria zu sichern.
Ebenso befindet sich eine Altchristliche Basilika (auch aus der Zeit des Byzantinischen Reiches) unterhalb der Festung Tureta. Heute können der größte Teil der Apsis und Teile der Grundmauern besichtigt werden. Aufgrund der Größe der Kirche (30 × 13 m) vermutet man, dass während dieser Zeit eine ansehnliche Anzahl von Bewohnern auf der Insel gelebt haben muss.
In unmittelbarer Nähe zur Kirche findet man Spuren eines Gebäudes. Hier sind sich die Wissenschaftler nicht einig, ob es sich um ein Templerkloster oder ein Kloster der Benediktiner handelt.

### Völkerwanderungen
Mit der Ankunft der Kroaten im heutigen Dalmatien war die römische Bevölkerung gezwungen vom Festland auf die Inseln zu fliehen. Jedoch war dies auch nur von kurzer Dauer, da auch das Meer kein weiteres Hindernis mehr für die Kroaten darstellte. So kam es, dass die Kornaten bis zum 13. Jh. nahezu unbewohnt blieben.

### Mittelalter
Ab dem 13. Jh. wurden die Kornaten wieder besiedelt. So können verschiedene Bauten aus dem Mittelalter besichtigt werden. Eine dieser Bauten ist die Kirche „Gospa od Tarca“ (dt. Madonna von Tarac, oft auch als Königin der Meere bezeichnet) in der Bucht von Tarac, die wahrscheinlich auf den Überresten einer altchristlichen Basilika gebaut worden ist. Eine genaue Datierung dieser Kirche ist nicht möglich, so schwanken die Datierungen vom 12./.13. Jh., 14. Jh. bis zum 15./16. Jh. Ebenfalls aus dem Mittelalter stammen die Überreste eines Salzlagers sowie die im Meer untergegangenen Überreste einer Salzgewinnungsanlage (vermutlich zweite Hälfte des 14. Jahrhunderts) in der Bucht von Lavsa.

### Republik Venedig
Die Kornaten waren insbesondere im 16. Jh. für den Fischfang bekannt. So hat die Republik Venedig auf der kleinen Insel Vela Panitula ein Kastell erbaut, welches hauptsächlich zur Eintreibung von Steuern  auf den Fischfang bei den Kornaten gedient hat. In unmittelbarer Nähe zum Kastell, auf der Insel Piškera (Jadra) entstand ein Fischerdorf. Die beiden Inseln waren mit einer Brücke verbunden. Ebenfalls wurde eine Kirche mit gotischen Elementen in dem Fischerdorf errichtet, diese wurde im Jahre 1560 eingeweiht. Mit dem Fall der Republik Venedig Ende des 18. Jh. wurden das Kastell, wie auch das Fischerdorf verlassen. So sind heute kaum noch Spuren des Dorfes vorhanden, das Gleiche gilt auch für das Kastell. Allerdings wurde die Kirche restauriert. Sie wird auch heute noch regelmäßig besucht.

## Tourismus und Zutritt
Ab den nähergelegenen Küstenortschaften werden in den Sommermonaten nahezu täglich Ausflüge in den Nationalpark Kornati geboten. Die meisten Ausflüge werden von der Ortschaft Murter aus angeboten, in der sich auch die Nationalparkverwaltung befindet. Unmittelbar nördlich des Nationalparks Kornaten befindet sich der Naturpark Telašćica.
Der Zugang zum geschützten Nationalparkgebiet ist kostenpflichtig. Boote, die das Nationalparkgebiet durchfahren, sind dazu verpflichtet, entweder direkt vor Ort eine Zutrittsgebühr zu entrichten oder diese im Vorhinein bei der Nationalparkverwaltung zu leisten. Zudem gelten innerhalb des Nationalparkgebietes strenge Verhaltensvorschriften.

## Die Inseln des Nationalparks

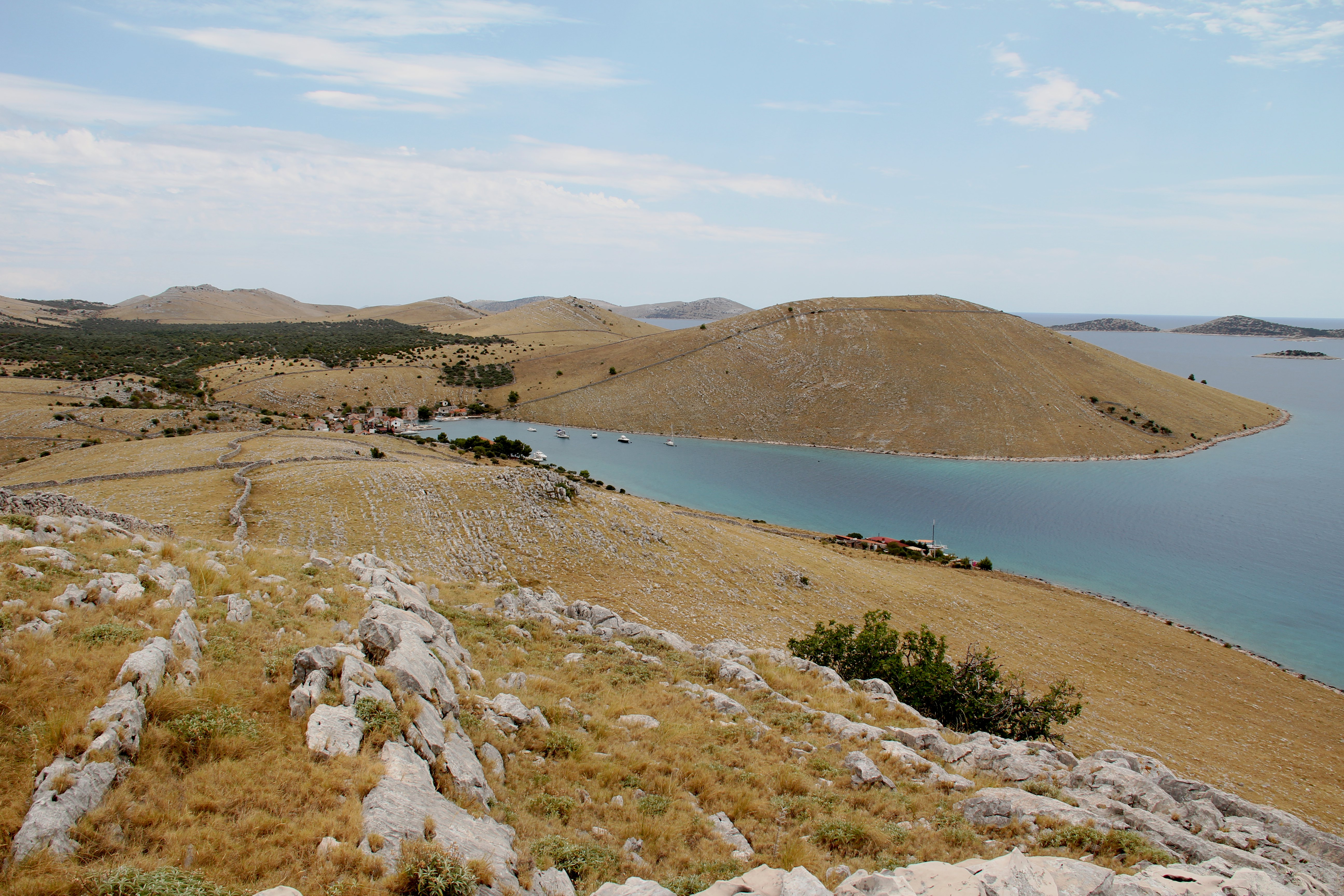
Die Insel Kornat mit dem kleinen Ort Vrulje

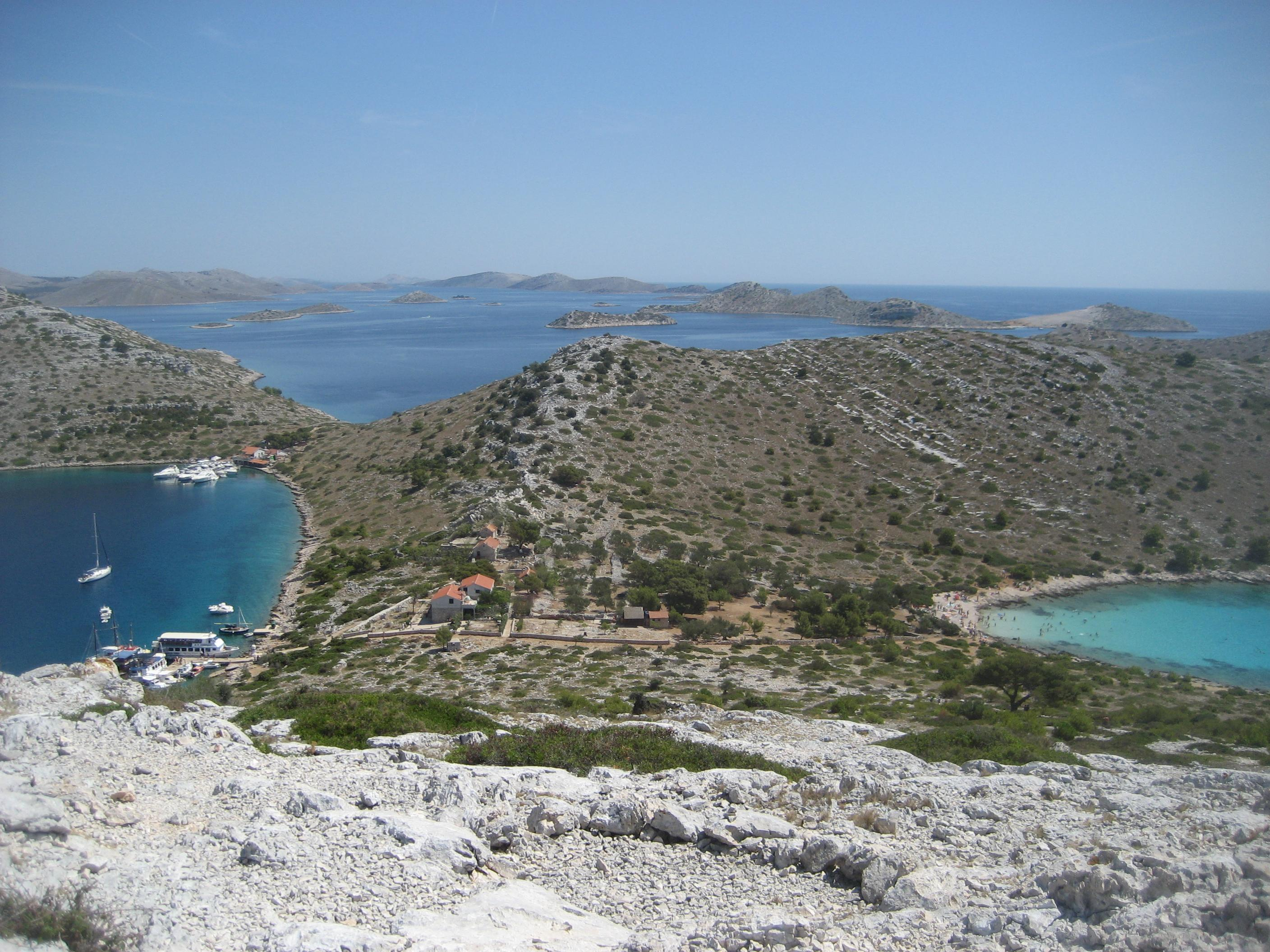
Die Insel Levrnaka

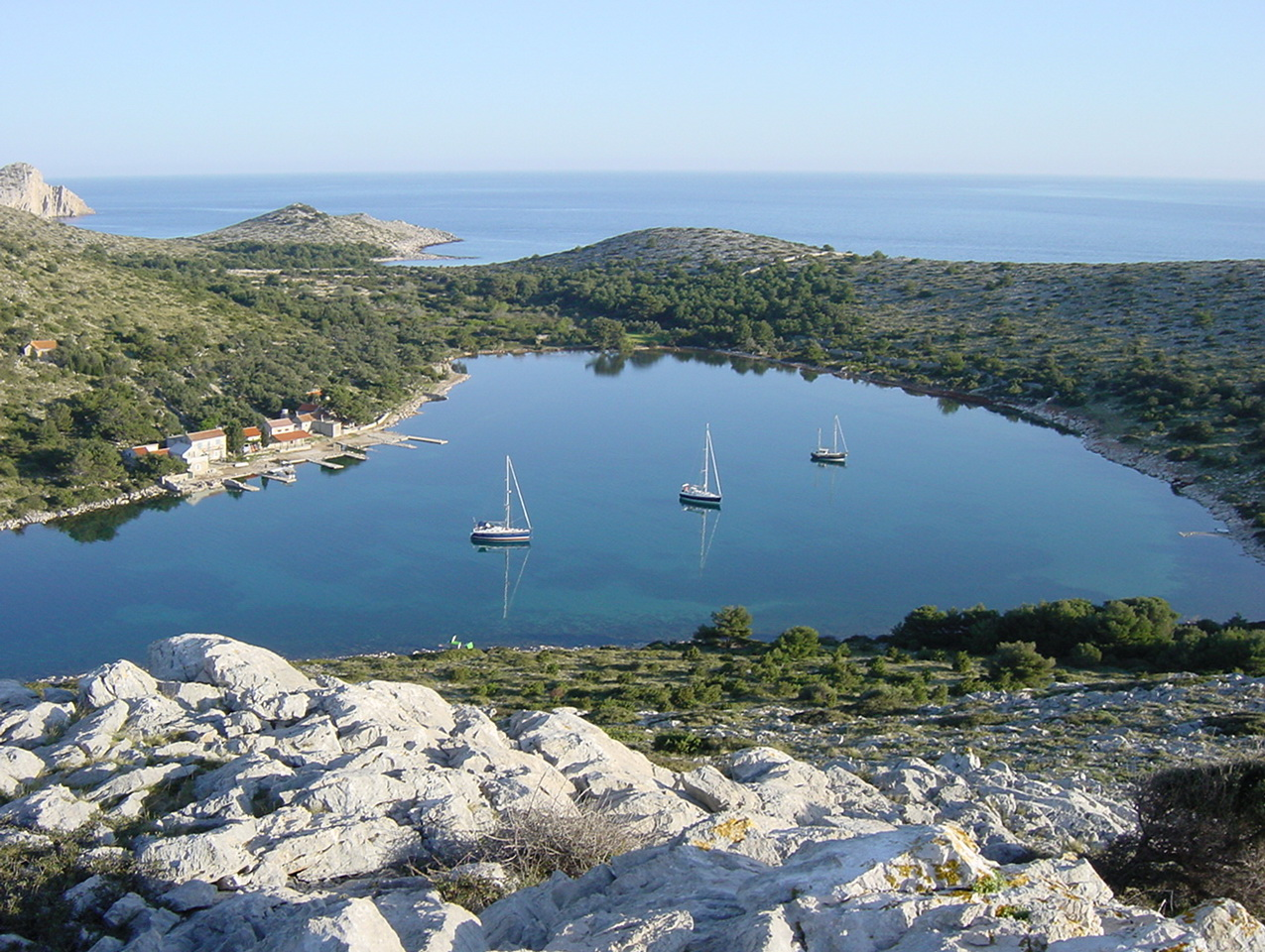
Die Insel Lavsa

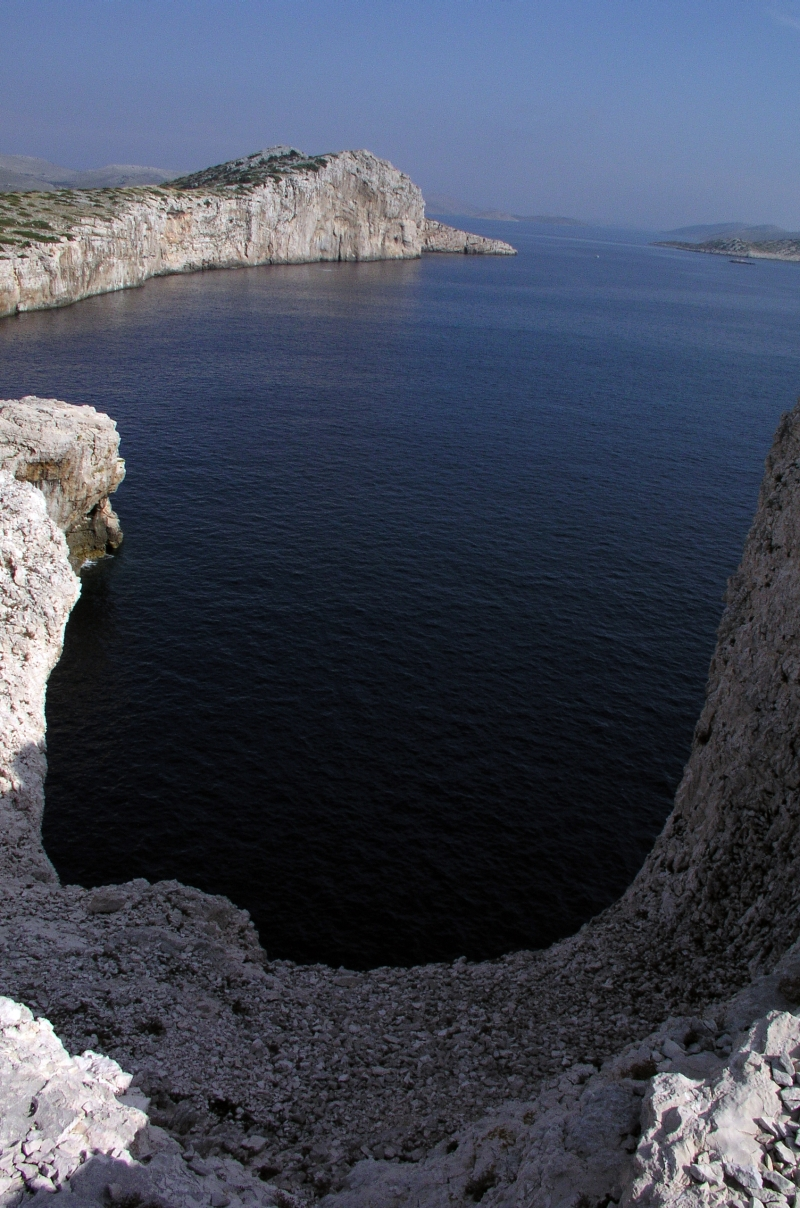
Die Insel Mana

| Nr. | Insel                   | Fläche        | Höhe  | Geografische Lage            |
| --- | ----------------------- | ------------- | ----- | ---------------------------- |
| 1.  | Kornat                  | 32.463.820 m² | 237 m | 43° 48′ 6″ N, 15° 20′ 0″ O   |
| 2.  | Piškera                 | 2.668.046 m²  | 126 m | 43° 46′ 0″ N, 15° 20′ 20″ O  |
| 3.  | Levrnaka                | 1.833.883 m²  | 117 m | 43° 49′ 26″ N, 15° 14′ 45″ O |
| 4.  | Lavsa                   | 1.756.113 m²  | 111 m | 43° 45′ 0″ N, 15° 22′ 15″ O  |
| 5.  | Kurba Vela              | 1.736.793 m²  | 117 m | 43° 41′ 55″ N, 15° 29′ 40″ O |
| 6.  | Smokvica Vela           | 1.054.430 m²  | 94 m  | 43° 43′ 40″ N, 15° 28′ 40″ O |
| 7.  | Škulj                   | 881.017 m²    | 145 m | 43° 43′ 20″ N, 15° 27′ 20″ O |
| 8.  | Šilo Velo               | 676.758 m²    | 63 m  | 43° 51′ 10″ N, 15° 13′ 45″ O |
| 9.  | Lunga                   | 617.814 m²    | 81 m  | 43° 43′ 45″ N, 15° 25′ 15″ O |
| 10. | Mana                    | 395.627 m²    | 77 m  | 43° 48′ 0″ N, 15° 16′ 20″ O  |
| 11. | Aba Vela                | 383.042 m²    |       | 43° 52′ 0″ N, 15° 12′ 50″ O  |
| 12. | Oključ                  | 358.291 m²    | 69 m  | 43° 41′ 40″ N, 15° 28′ 30″ O |
| 13. | Kasela                  | 342.384 m²    | 53 m  | 43° 44′ 20″ N, 15° 23′ 25″ O |
| 14. | Kameni Žakan            | 320.008 m²    | 30 m  | 43° 43′ 10″ N, 15° 26′ 20″ O |
| 15. | Ravni Žakan             | 301.058 m²    | 38 m  | 43° 43′ 40″ N, 15° 26′ 5″ O  |
| 16. | Gustac                  | 284.502 m²    | 45 m  | 43° 46′ 35″ N, 15° 20′ 55″ O |
| 17. | Gustac                  | 284.450 m²    | 78 m  | 43° 44′ 50″ N, 15° 23′ 0″ O  |
| 18. | Borovnik                | 273.219 m²    | 56 m  | 43° 48′ 40″ N, 15° 15′ 15″ O |
| 19. | Svršata Vela            | 270.089 m²    | 31 m  | 43° 51′ 40″ N, 15° 16′ 35″ O |
| 20. | Gominjak                | 253.298 m²    | 63 m  | 43° 43′ 20″ N, 15° 24′ 40″ O |
| 21. | Rašip Veli              | 246.069 m²    | 62 m  | 43° 46′ 40″ N, 15° 18′ 15″ O |
| 22. | Rašip Mali              | 154.559 m²    | 56 m  | 43° 47′ 20″ N, 15° 17′ 25″ O |
| 23. | Panitula Vela           | 147.762 m²    | 36 m  | 43° 45′ 30″ N, 15° 20′ 40″ O |
| 24. | Garmenjak Veli          | 131.858 m²    | 56 m  | 43° 42′ 15″ N, 15° 27′ 40″ O |
| 25. | Koritnjak               | 116.600 m²    | 49 m  | 43° 46′ 55″ N, 15° 20′ 15″ O |
| 26. | Klobučar                | 110.003 m²    | 82 m  | 43° 44′ 22″ N, 15° 22′ 58″ O |
| 27. | Lucmarinjak             | 100.503 m²    | 45 m  | 43° 41′ 0″ N, 15° 29′ 5″ O   |
| 28. | Mrtovnjak               | 97.928 m²     | 41 m  | 43° 42′ 26″ N, 15° 32′ 8″ O  |
| 29. | Obrucan Veli            | 96.552 m²     | 66 m  | 43° 50′ 2″ N, 15° 13′ 38″ O  |
| 30. | Bisaga                  | 92.237 m²     | 22 m  | 43° 48′ 33″ N, 15° 16′ 57″ O |
| 31. | Prišnjak Veli           | 91.812 m²     | 35 m  | 43° 44′ 14″ N, 15° 24′ 7″ O  |
| 32. | Vodenjak                | 80.964 m²     | 44 m  | 43° 43′ 43″ N, 15° 23′ 54″ O |
| 33. | Smokvenjak              | 79.108 m²     | 41 m  | 43° 50′ 57″ N, 15° 14′ 19″ O |
| 34. | Skrižanj Vela           | 71.701 m²     | 20 m  | 43° 41′ 56″ N, 15° 31′ 27″ O |
| 35. | Maslinjak               | 65.363 m²     | 39 m  | 43° 47′ 57″ N, 15° 17′ 43″ O |
| 36. | Jančar                  | 59.309 m²     | 20 m  | 43° 43′ 10″ N, 15° 25′ 50″ O |
| 37. | Sušica                  | 58.431 m²     | 21 m  | 43° 49′ 42″ N, 15° 15′ 6″ O  |
| 38. | Grego (Garmenjak Mali)  | 50.204 m²     | 20 m  | 43° 42′ 25″ N, 15° 27′ 50″ O |
| 39. | Balun                   | 49.553 m²     | 29 m  | 43° 48′ 22″ N, 15° 15′ 16″ O |
| 40. | Mrtovac                 | 48.875 m²     | 36 m  | 43° 49′ 32″ N, 15° 13′ 48″ O |
| 41. | Prdusa Vela             | 48.779 m²     | 24 m  | 43° 42′ 50″ N, 15° 27′ 10″ O |
| 42. | Samograd                | 44.894 m²     | 33 m  | 43° 41′ 16″ N, 15° 33′ 27″ O |
| 43. | Ravna Sika              | 40.210 m²     | 30 m  | 43° 44′ 45″ N, 15° 25′ 32″ O |
| 44. | Plešćina                | 39.846 m²     |       | 43° 48′ 28″ N, 15° 16′ 13″ O |
| 45. | Panitula Mala           | 30.699 m²     |       | 43° 45′ 15″ N, 15° 21′ 15″ O |
| 46. | Strižnjak               | 26.778 m²     |       | 43° 49′ 8″ N, 15° 16′ 52″ O  |
| 47. | Prdusa Mala             | 25.333 m²     | 25 m  | 43° 42′ 30″ N, 15° 27′ 10″ O |
| 48. | Purara                  | 24.423 m²     |       | 43° 41′ 45″ N, 15° 26′ 15″ O |
| 49. | Tovarnjak               | 23.841 m²     | 12 m  | 43° 50′ 18″ N, 15° 14′ 26″ O |
| 50. | Šilo Malo               | 20.691 m²     |       | 43° 50′ 44″ N, 15° 14′ 11″ O |
| 51. | Dragunarica Vela        | 17.344 m²     |       | 43° 51′ 39″ N, 15° 13′ 18″ O |
| 52. | Svršata Mala            | 15.159 m²     |       | 43° 51′ 30″ N, 15° 17′ 13″ O |
| 53. | Veseljuh                | 14.888 m²     |       | 43° 45′ 50″ N, 15° 21′ 55″ O |
| 54. | Puh                     | 13.625 m²     |       | 43° 40′ 34″ N, 15° 29′ 45″ O |
| 55. | Vrtlič                  | 13.625 m²     |       | 43° 41′ 34″ N, 15° 32′ 47″ O |
| 56. | Krpeljina               | 13.449 m²     |       | 43° 45′ 16″ N, 15° 24′ 22″ O |
| 57. | Skrižanj Mali           | 12.694 m²     |       | 43° 42′ 4″ N, 15° 31′ 12″ O  |
| 58. | Babina Guzica           | 11.176 m²     |       | 43° 42′ 35″ N, 15° 29′ 54″ O |
| 59. | Rašipić                 | 10.872 m²     |       | 43° 47′ 0″ N, 15° 18′ 0″ O   |
| 60. | Golić                   | 10.275 m²     |       | 43° 48′ 47″ N, 15° 16′ 33″ O |
| 61. | Arapovac                | 9.918 m²      |       | 43° 47′ 42″ N, 15° 17′ 59″ O |
| 62. | Kameni Puh              | 9.290 m²      |       | 43° 40′ 35″ N, 15° 31′ 9″ O  |
| 63. | Smokvica Mala           | 9.285 m²      |       | 43° 43′ 25″ N, 15° 29′ 16″ O |
| 64. | Žakanac                 | 7.343 m²      |       | 43° 43′ 15″ N, 15° 25′ 40″ O |
| 65. | Puh Gornji              | 7.343 m²      |       | 43° 40′ 27″ N, 15° 29′ 58″ O |
| 66. | Vodeni Puh              | 6.766 m²      |       | 43° 40′ 39″ N, 15° 30′ 40″ O |
| 67. | Zornik                  | 6.635 m²      |       | 43° 51′ 10″ N, 15° 14′ 16″ O |
| 68. | Prišnjak Mali           | 6.464 m²      |       | 43° 44′ 10″ N, 15° 24′ 22″ O |
| 69. | Bisaga                  | 6.084 m²      |       | 43° 44′ 43″ N, 15° 25′ 18″ O |
| 70. | Babuljaši Veli          | 5.710 m²      |       | 43° 47′ 56″ N, 15° 17′ 4″ O  |
| 71. | Blitvica                | 5.329 m²      |       | 43° 46′ 19″ N, 15° 21′ 20″ O |
| 72. | Obručan Mali            | 4.618 m²      |       | 43° 50′ 8″ N, 15° 13′ 14″ O  |
| 73. | Babuljaši Mali          | 3.585 m²      |       | 43° 48′ 2″ N, 15° 17′ 18″ O  |
| 74. | Bisagica                | 2.594 m²      |       | 43° 48′ 11″ N, 15° 17′ 26″ O |
| 75. | Hr Kaselica             | 2.469 m²      |       | 43° 44′ 12″ N, 15° 23′ 42″ O |
| 76. | Desetinjak              | 2.324 m²      |       | 43° 42′ 22″ N, 15° 27′ 44″ O |
| 77. | Hr Klint                | 2.288 m²      |       | 43° 41′ 35″ N, 15° 26′ 40″ O |
| 78. | Hridi Škanji (Škanj V.) | 2.015 m²      |       | 43° 45′ 18″ N, 15° 20′ 59″ O |
| 79. | Desetinjak D.           | 1.260 m²      |       | 43° 42′ 32″ N, 15° 27′ 33″ O |
| 80. | Desetinjak G.           | 1.210 m²      |       | 43° 42′ 37″ N, 15° 27′ 45″ O |
| 81. | Hr Volić                | 950 m²        |       | 43° 42′ 0″ N, 15° 25′ 50″ O  |
| 82. | Hridi Kamičić           | 844 m²        |       | 43° 47′ 35″ N, 15° 16′ 56″ O |
| 83. | Hridi Škanji (Škanj M.) | 683 m²        |       | 43° 45′ 19″ N, 15° 21′ 4″ O  |
| 84. | Hr Prišnjak             | 77 m²         |       | 43° 50′ 10″ N, 15° 14′ 11″ O |
| 85. | Hridi Kamičić           | 72 m²         |       | 43° 47′ 30″ N, 15° 16′ 57″ O |
| 86. | Dragunara Mala          | 50 m²         |       | 43° 51′ 42″ N, 15° 13′ 6″ O  |
| 87. | Hr Kamičić              | 41 m²         |       | 43° 46′ 6″ N, 15° 21′ 5″ O   |
| 88. | Hrid Grislac            | 26 m²         |       | 43° 46′ 29″ N, 15° 21′ 17″ O |
| 89. | Hr Kalafatin            | 4 m²          |       | 43° 46′ 38″ N, 15° 21′ 37″ O |